# Bulbophyllum subsecundum
Bulbophyllum subsecundum är en orkidéart som beskrevs av Rudolf Schlechter. Bulbophyllum subsecundum ingår i släktet Bulbophyllum och familjen orkidéer. Inga underarter finns listade i Catalogue of Life.